# Un homme est mort (bande dessinée)
Pour les articles homonymes, voir Un homme est mort.
Un homme est mort est un album de bande dessinée documentaire scénarisé par Étienne Davodeau et Kris et dessiné par Étienne Davodeau, sorti en octobre 2006 chez Futuropolis.
L'album est inspiré d'un film aujourd'hui disparu de René Vautier sur la mort de l'ouvrier Édouard Mazé, lors des manifestations et des grèves de Brest (mars-avril 1950). Le titre de ce film vient lui-même d'un poème de Paul Éluard tiré du recueil Au rendez-vous des Allemands (1944), rédigé à l'origine en hommage au résistant Gabriel Péri.
Un long-métrage d'animation inspiré de cet album a été réalisé par Olivier Cossu en 2017,.

## Synopsis
En 1950, Brest, en reconstruction apres la Seconde Guerre mondiale, est un immense chantier. Au printemps 1950, les revendications salariales des ouvriers travaillant à la reconstruction rencontrent la détermination des patrons à ne pas céder. Une grève générale est alors déclarée : les chantiers s'arrêtent tandis que les ouvriers de l'Arsenal rejoignent le mouvement. Le 17 avril, la police tire sur la foule, blessant plus de vingt personnes et tuant un homme : Édouard Mazé. Dès le lendemain, à l'invitation de la CGT, le cinéaste René Vautier débarque à Brest. Il peut alors assister aux obsèques d'Édouard Mazé qui ont réuni une foule immense. Débute alors pour le cinéaste, accompagné par deux jeunes ouvriers Brestois (P'tit Zef et Désiré), le tournage du film Un homme est mort, acte de naissance du cinéma d'intervention sociale.
La bande dessinée d'Étienne Davodeau et Kris raconte l'histoire de ce film, dont il ne reste pas de copie.

## Style
Le livre est d'abord un documentaire. Parce qu'il relate un épisode de l'histoire de Brest, du mouvement ouvrier et du cinéma. Mais aussi parce que le livre contient, outre la bande dessinée proprement dite, une analyse des événements par l'historien Pierre Le Goïc (Brest 1950 : le chantier ensanglanté), illustrée par des coupures de journaux d'époque, un portrait de René Vautier par Kristen Falc'hon et le témoignage d'un acteur de cette histoire, Pierre Cauzien. Le dossier contient enfin un texte de Kris qui raconte le parcours du livre, dont la réalisation s'est étalée sur 4 ans (p. 74).
Sur le plan formel, le sépia est omniprésent, relevé par des touches rouge vif des drapeaux et du sang.
Le graphisme rond d'Étienne Davodeau met l'accent sur l'émotion sans chercher à reconstituer de manière trop pointue la ville de Brest en pleine reconstruction.

## Traductions
En breton:
- Un den zo marvet [Un homme est mort], Nadoz-Vor Embannadurioù, 2021.

## Récompenses
La bande dessinée d'Etienne Davodeau et Kris obtient les :
- Prix RTL du meilleur album BD[6]
- Prix du jury œcuménique de la bande dessinée 2007[6]
- Prix France Info de la bande dessinée d'actualité et de reportage 2007[7]